# 상처 뿐인 영광
상처 뿐인 영광(Somebody Up There Likes Me)은 미국에서 제작된 로버트 와이즈 감독의 1956년 드라마 영화이다. 폴 뉴먼 등이 주연으로 출연하였고 찰스 슈니 등이 제작에 참여하였다.

## 출연

### 주연
- 폴 뉴먼
- 피어 안젤리

### 조연
- 에버렛 슬로언
- 에일린 헤커트
- 살 미네오
- 해롤드 J. 스톤
- 조셉 버로프

## 제작진
- 원작자: 록키 그라지아노
- 원작자: 로우랜드 바버
- 협력프로듀서: 제임스 E. 뉴컴